# 勒金布尔县
勒金布尔县（Lakhimpur district；旧译作“叻金埠”）是印度的一個縣，位於該國東北部，由阿薩姆邦負責管轄，面積2,277平方公里，主要經濟活動是農業，2011年人口1,040,644，人口密度每平方公里457人。

## 外部連結
- Official site
- District Administration website （页面存档备份，存于）

27°13′48″N 94°06′00″E / 27.23000°N 94.10000°E